# 경주시민운동장
경주시민운동장(慶州市民運動場, Gyeongju Civic Stadium)은 대한민국 경상북도 경주시에 있는 스포츠 시설이다. 천연잔디 필드와 우레탄 트랙이 갖춰진 경기장이며, 1979년 10월에 준공되었다. 2008년부터 2020년까지 경주 시민 FC의 홈 경기장으로 사용되었고, 2013년부터 경주 한국수력원자력 FC의 홈 경기장으로 사용되고 있으며, 해마다 10월 초순에 신라 문화제가 이곳에서 열린다.
넓이 8,098 제곱미터의 천연잔디로 된 축구경기장과 7,590 제곱미터의 우레탄으로 된 400미터 육상경기 트랙 8코스가 있다. 12,199석 규모의 FRP 좌석이 설치된 관람석 중 중앙스탠드의 약 3,000석에 지붕이 덮고 있으며, 정문 1개와 경기장 내부와 바로 연결된 직문 4개, 관람석과 연결된 14개의 문이 있다.
시민들의 편의를 위해 매일 5시부터 22시까지 개방하고 있다.

## 사진

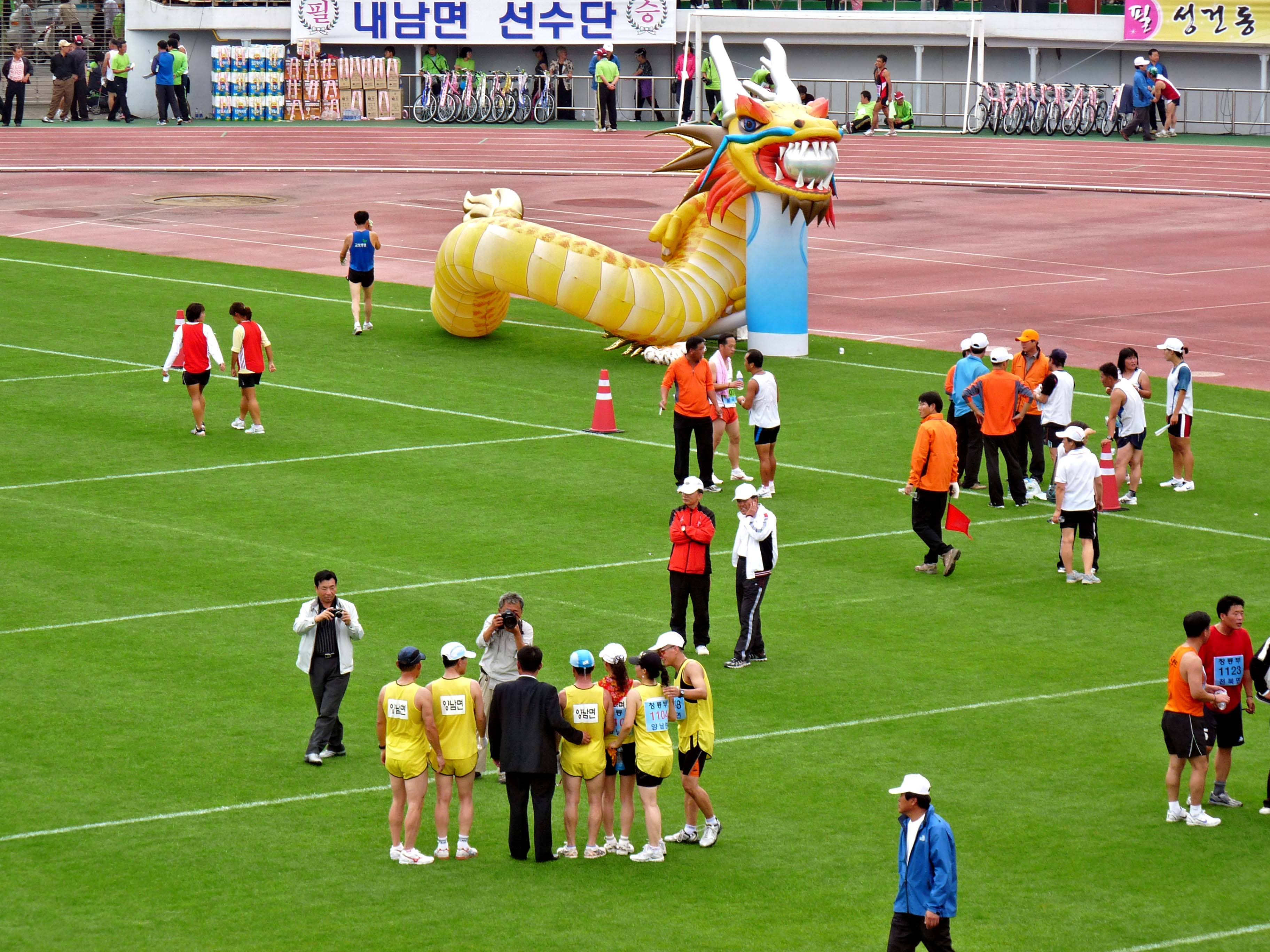
2008년 10월 10일 경주시민운동장에서 열린 제28회 경주시민체육대회의 모습
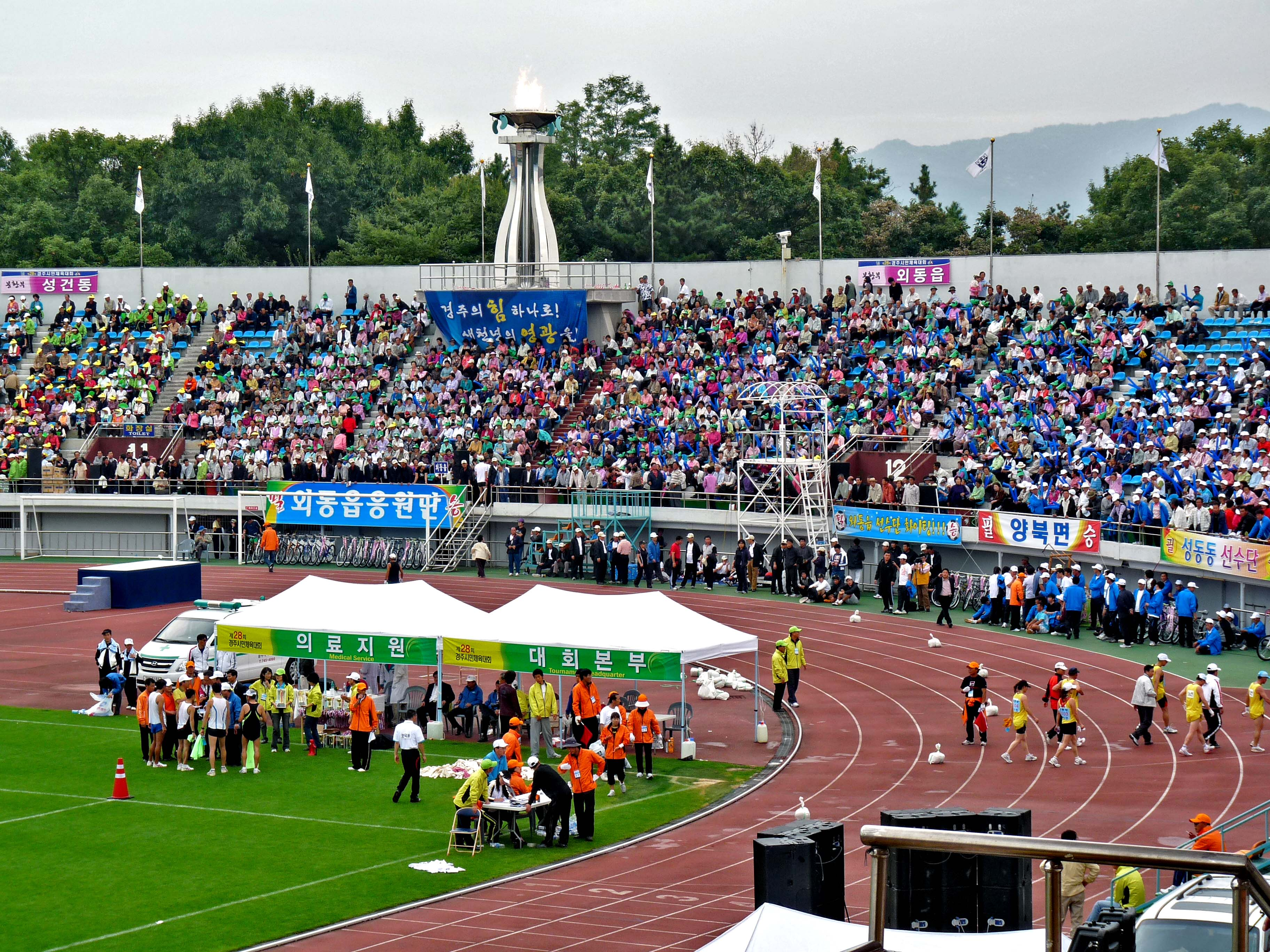
제28회 경주시민체육대회의 모습
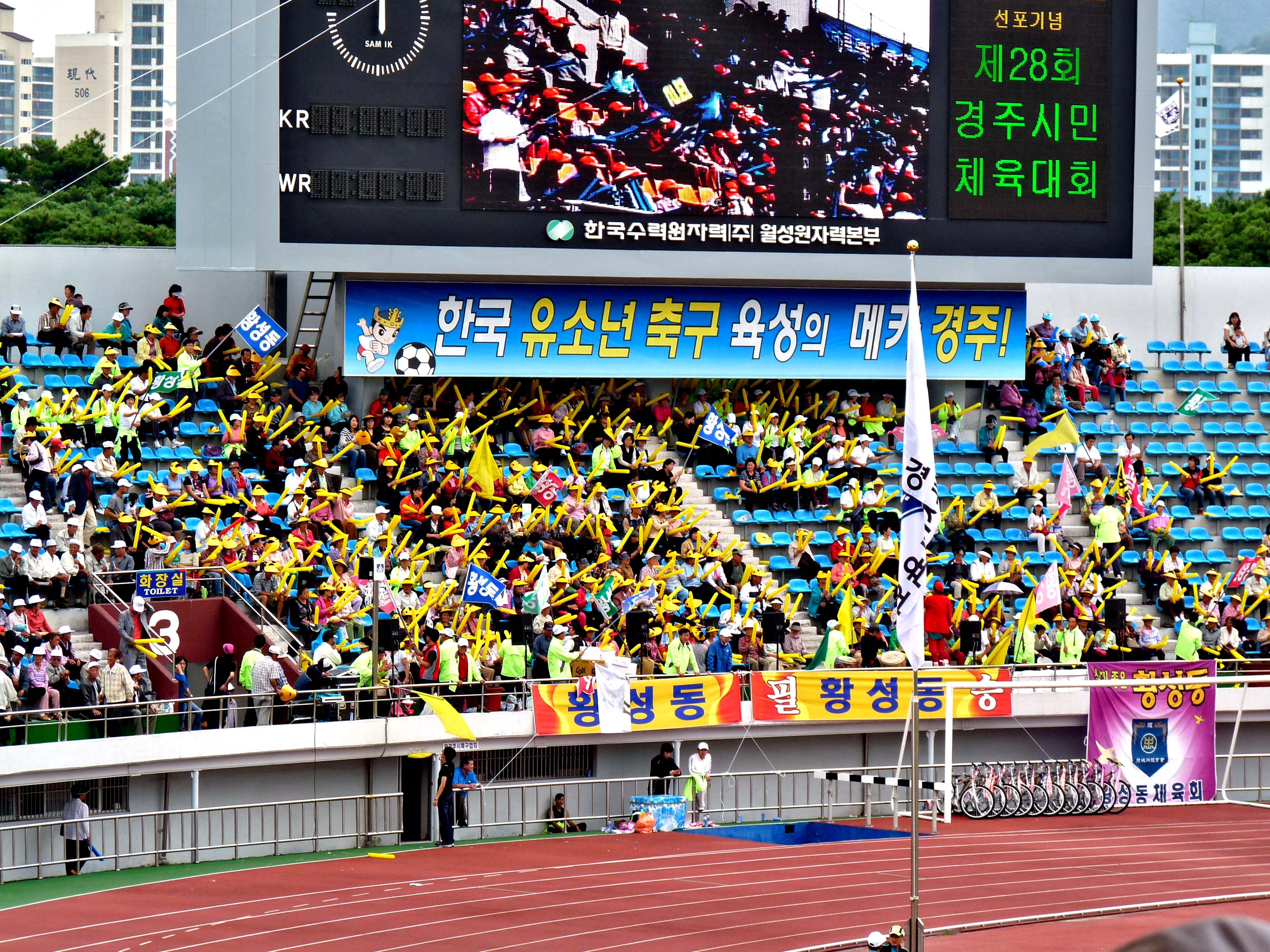
2제28회 경주시민체육대회의 모습
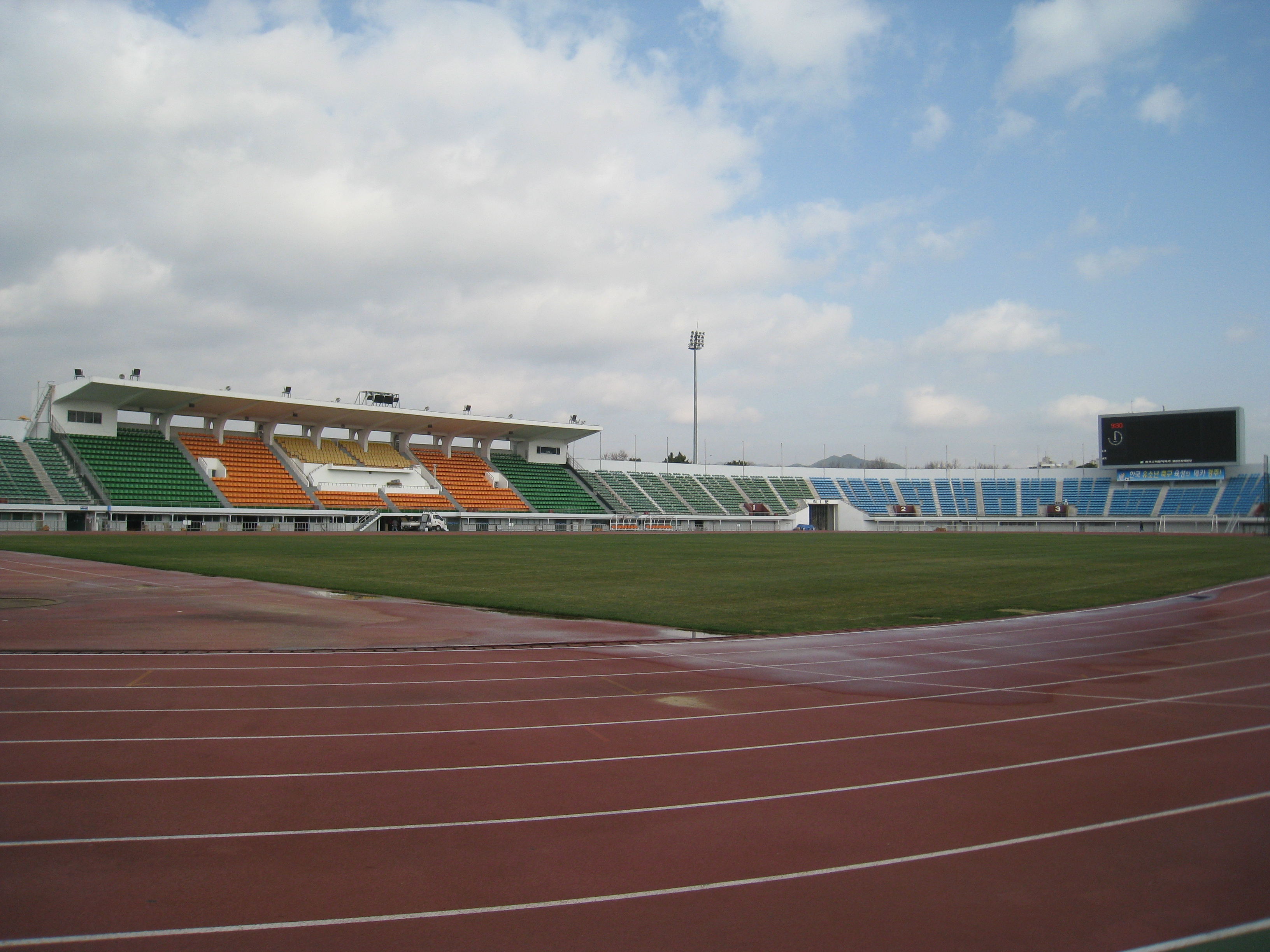
주 경기장 내부
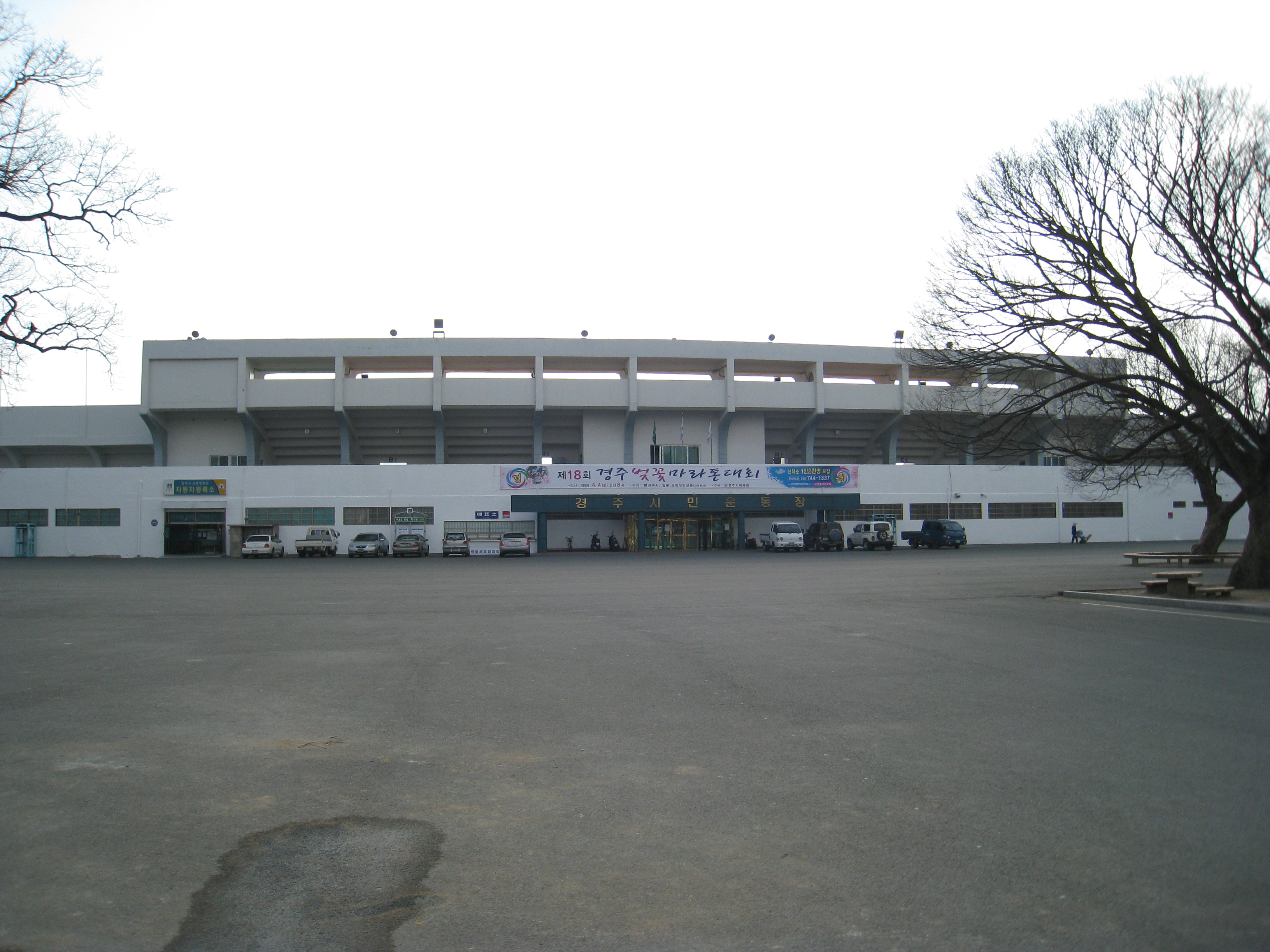
주 경기장 외관
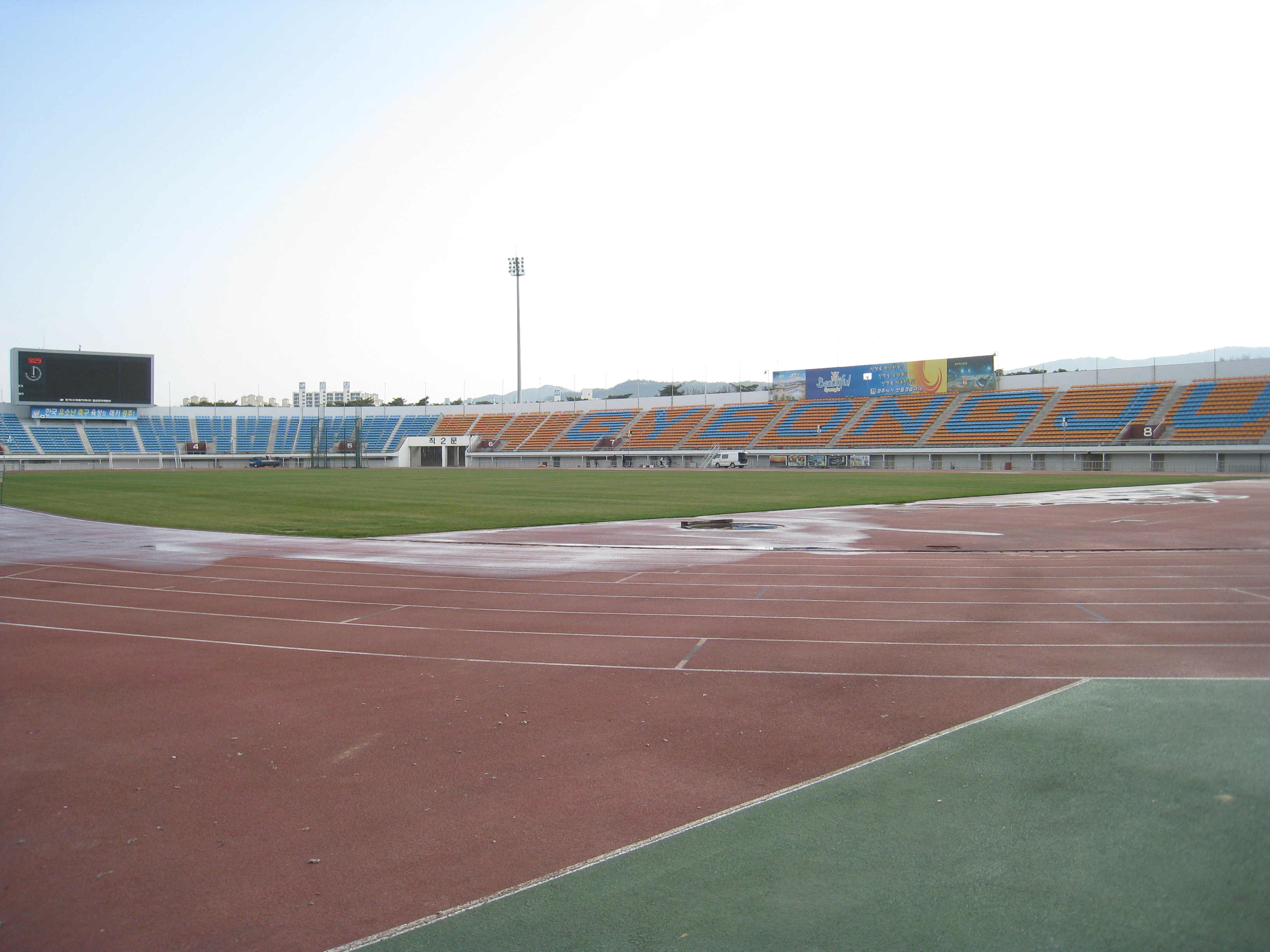
주 경기장 내부

## 부대 시설
- 방송실
- 선수대기실
- 샤워장
- 성화대
- 전광판
- 변전실
- 화장실

## 기록

### 1987년 대통령배 국제축구대회
| 날짜            | 팀 1              | 스코어 | 팀 2           | 라운드 |
| --------------- | ----------------- | ------ | -------------- | ------ |
| 1987년 6월 11일 | 칠레 B팀          | 0 - 2  | 오스트레일리아 | B조    |
| 1987년 6월 11일 | 포르튀나 시타르트 | 0 - 0  | 섐록 로버스 FC | B조    |
| 1987년 6월 11일 | 모로코            | 0 - 1  | 대한민국 B팀   | B조    |

## 참고 문헌
- “황성공원 체육시설”. 경주시시설관리공단.
- “경주시 스포츠 시설”. 《경주 문화관광》. 경주시청.
- 《전국 공공체육 시설 현황 (2017년말 기준)》. 대한민국 문화체육관광부. 2019.
- 《2020년 전국 공공체육시설 현황 (2019년말 기준)》. 대한민국 문화체육관광부. 2021.
- 《2023 전국 공공체육시설 현황 (2022년 12월말 기준)》. 대한민국 문화체육관광부. 2024.

## 같이 보기
- 황성공원
- 경주축구공원
- 경주실내체육관